# Католикос
Католико́с (греч. καθολικός — «вселенский, всеобщий, соборный») — титул высших духовных лиц в Армянской апостольской церкви, Армянской католической церкви, Грузинской православной церкви, Ассирийской церкви Востока, Церкви Кавказской Албании (до 1836 года) и Абхазском Католикосате (до 1795 года).
При том, что этническим ядром церкви Востока всегда являлись восточные сирийцы, в древности церковь Востока исповедовала своеобразную кафолическую экклесиологию, разделяющую весь мир на две части (по границе между Римской и Персидской империями), и считала своей канонической территорией весь Восток. Такое разделение отражено как в названии церкви — Церковь Востока, так и в титуле первоиерарха — «католикос Востока», который был принят в 310 году епископом Селевкии—Ктесифона Папой бар Аггаем. Эта доктрина официально закреплена и подтверждена представителями Римо-византийской церкви в 410 году, на соборе, проходившем под председательством католикоса Мар Исхака, созванном для принятия решений Первого вселенского собора. На этом соборе, с одобрения византийского посла Маруфы, католикос Церкви Востока был назван «Католикосом и главой епископов всего Востока». Соответственно, на титул «патриарха Запада» претендовали епископы Рима, что и было включено в перечень их титулов. Однако такое разделение было устранено последующей историей, когда АЦВ, охватившая своими епархиями весь Восток, вплоть до Японии, потеряла все эти территории, вновь ограничившись практически одним только восточно-сирийским этносом Месопотамии, а Римская церковь, напротив, усилилась и распространила своё влияние на весь мир.
В некоторых из них, как например в Грузинской церкви, слова «католикос» и «патриарх» выступают синонимами, обозначая один и тот же высший иерархический титул. В других же, как например в Армянской церкви, они обозначают разные понятия. Из числа особо выдающихся епископов выбираются архиепископы и патриархи. Титул архиепископа в Армянской Церкви, в отличие от других Церквей, только почётный: он не даёт никаких преимуществ архиепископу перед другими епископами. Католикос обозначает высшую духовную степень в ряду со степенями: епископ, священник, диакон и дпир. А патриарх, как и в греко-халкидонитских церквях, является высшим иерархическим титулом, носитель которого по духовной степени является епископом с титулом архиепископа или католикосом. Так Католикос Всех Армян является и Верховным патриархом Армянской Апостольской Церкви, а глава Иерусалимского патриархата ААЦ является архиепископом.

## Ассирийская церковь Востока
Около 280 года Папа бар Аггай рукоположен во епископы Селевкии-Ктесифон и тем самым была создана епископская преемственность. Папа бар Аггай первый среди первоиерархов Церкви Востока принял титул «Католикос». Мар Папа бар Аггай (315—317).

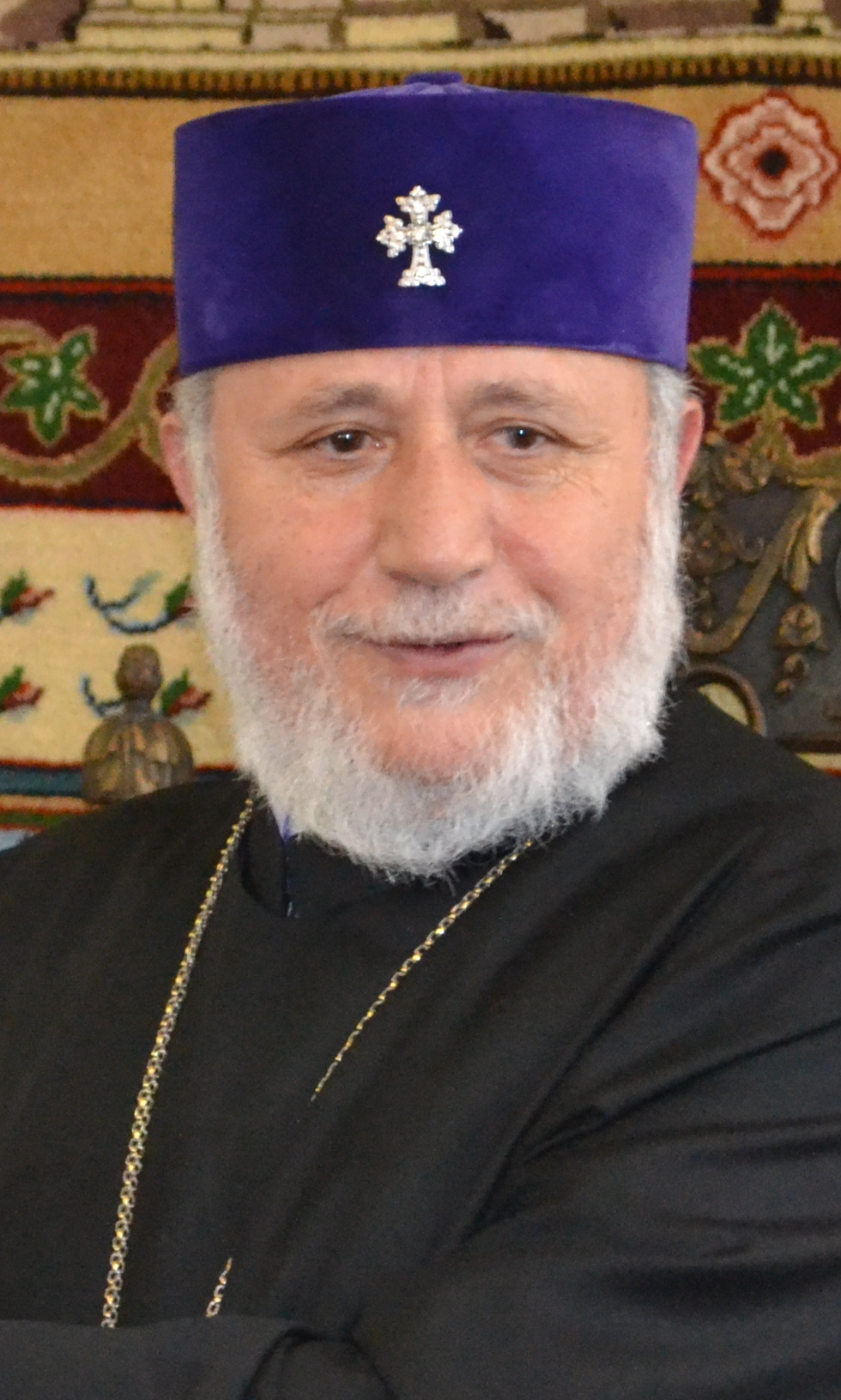
Гарегин II— католикос всех армян с 27 октября 1999 года по настоящее время.

## Армянская церковь
Главный католикос ААЦ — глава армянской церкви, с 363 года; церкви Албании с 552 года. После слияния албанской церкви с армянской в 705 году необходимость в существовании статуса албанского католикоса постепенно отпала и в 1836 году титул был упразднён. Армянский католикос носит титул «Верховный патриарх, Католикос всех армян», его резиденция находится в Эчмиадзине (Армения). В соответствии с иерархией армянской церкви армянские патриархи Иерусалимский и Константинопольский подчиняются католикосу.
От Католикоса всех армян административно независим армянский католикос Киликии (реально — всей диаспоры, кроме Западного Средиземноморья) — «Католикос Великого Дома Киликии», который является духовным главой армянских епархий Ливана, Сирии, Ирана, стран Персидского залива, Греции, США, Канады и Кипра.
У армян-католиков свой католикос, который носит титул Патриарха. Его резиденция находится в монастыре Бзоммар, примерно в 30 км на северо-восток от Бейрута, столицы Ливана.

## Грузинская церковь
Титул грузинского католикоса существовал с 467 по 1811 года, когда после вхождения Грузии в состав России Грузинская православная церковь вошла в структуру Русской православной церкви. Титул был восстановлен в 1917 году, когда Грузинская православная церковь вновь провозгласила автокефалию. Резиденция грузинского католикоса — Тбилиси.